# 问答神州
问答神州（英语：Mainland Q&A），是香港凤凰卫视的高端访谈节目，由凤凰卫视金牌主持人吴小莉主持，2007年开播。节目以致力采访两岸四地关键人物，与政坛精英高端对话，观众可第一时间掌握中国的最新变化和发展。
此节目由2016年起加入鳳凰觀天下時段，2022年起改屬鳳凰衝擊播時段。
香港台從2024年6月24日起，因應粵語新聞節目《午間快線》復播，該節目改於每個星期二23:00-23:30播出。

## 冠名
- 2007年节目由红云赞助播出。
- 2008-2012年节目由双喜五叶神冠名，定名为双喜五叶神·问答神州。（2011还被丹东港联合赞助）
- 2013年节目由红星美凯龙冠名，定名为红星美凯龙·问答神州。
- 2014年节目没有任何冠名，而在网上点播（凤凰视频）所播出的版本则由习酒冠名。
- 2016年3月中旬起，凤凰视频点播版本由徐工集团冠名。
- 2017年节目由口子窖冠名，定名为口子窖·问答神州。

## 播出时间[2]
- 凤凰卫视中文台：香港时间周一20:30-21:00首播，周二3:00-3:30、16:00-16:30重播
- 凤凰卫视资讯台：香港时间周六20:30-21:00首播，周日16:30-17:00、23:30-0:00、周一11:30-12:00重播
- 凤凰卫视美洲台：美国西岸时间周六20:00-20:30首播，周一0:45-1:15重播
- 凤凰卫视欧洲台：伦敦时间周六16:05-16:35首播，周六22:45-23:15、周日5:25-5:35、11:10-11:40重播
- 凤凰卫视澳洲版：悉尼时间周日1:05-1:35首播，7:45-8:15、14:25-14:55、20:10-20:40重播

## 采访过的人物
- 董建华：前香港特别行政区行政长官
- 钱其琛：前中华人民共和国国务院副总理、前中华人民共和国外交部长
- 唐家璇：前中华人民共和国国务委员、前外交部长
- 李肇星：前中华人民共和国外交部长、前中国驻美利坚合众国特命全权大使
- 周永康：前中华人民共和国国务委员、前中华人民共和国公安部部长
- 陈至立：前中华人民共和国国务委员、前中华人民共和国教育部部长
- 黄菊：已故前中华人民共和国国务院副总理
- 徐匡迪：前全国政协副主席
- 王光美：前中国“幸福工程”组委会主任、前国家主席刘少奇夫人
- 田成平：前中华人民共和国劳动和社会保障部部长
- 刘鹏：国家体育总局局长、党组书记
- 曾荫权：前香港特别行政区行政长官
- 马英九：国民党主席、前台北市长，现任中华民国总统
- 连战：国民党荣誉主席、前国民党主席
- 宋楚瑜：亲民党主席
- 王金平：中华民国立法院院长
- 高强：前中华人民共和国卫生部部长
- 高金素梅：台湾无党籍立委
- 陈冯富珍：世卫组织总干事
- 施明德：台湾倒扁总部总指挥、前民进党主席
- 成思危：全国人大常委会副委员长、中国民主建国会中央主席
- 李金华：国家审计署审计长
- 金人庆：前中华人民共和国财政部部长
- 胡志强：台中市市长
- 陈云林：前海协会会长
- 韩长赋：中华人民共和国农业部部长
- 周文重：博鳌亚洲论坛秘书长
- 赵正永：前陕西省省长、省委副书记
- 赵克志：贵州省委书记、省长
- 栗战书：中央政治局委员、中央书记处书记，中央办公厅主任，贵州省委书记

| 播出日期               | 姓名                               | 采访时的职务                     |
| ---------------------- | ---------------------------------- | -------------------------------- |
| 2月11日、2月18日       | 铁凝                               | 中国作家协会主席                 |
| 2月25日、3月3日        | 范小建                             | 国务院扶贫办主任                 |
| 3月10日、3月17日       | 肖钢                               | 中国证监会主席                   |
| 3月24日                | 徐守盛                             | 湖南省省长                       |
| 3月31日、4月7日        | 巴特尔                             | 内蒙古自治区主席                 |
| 4月14日、4月21日       | 张庆黎                             | 河北省委书记                     |
| 4月28日、5月5日        | 李小林                             | 中国对外友好协会会长             |
| 5月12日                | 王建煊                             | 中华民国监察院院长               |
| 5月19日、5月26日       | 赵克志                             | 贵州省省长                       |
| 6月2日、6月9日         | 刘赐贵                             | 国家海洋局局长                   |
| 6月16日、6月23日       | 汤显明                             | 香港廉政公署廉政专员             |
| 6月30日、7月7日        | 梁振英                             | 香港特别行政区行政长官           |
| 7月14日、7月21日       | 董建华                             | 全国政协副主席                   |
| 7月28日、8月4日        | 王国强                             | 国家中医药管理局局长             |
| 8月11日、8月18日       | 郑国光                             | 中国气象局局长                   |
| 8月25日、9月1日        | 单霁翔                             | 故宫博物院院长                   |
| 9月8日、9月15日        | 白春礼                             | 中国科学院院长                   |
| 9月22日－10月13日      | 《和决策者们一起走过的这五年》系列 |                                  |
| 10月20日、10月27日     | 郝龙斌                             | 台北市市长                       |
| 11月3日、11月10日      | 许琳                               | 孔子学院总部总干事、国家汉办主任 |
| 11月17日、11月24日     | 林中森                             | 海基会董事长                     |
| 12月1日、12月8日       | 江丙坤                             | 国民党副主席                     |
| 12月15日、12月22日     | 蔡庆华                             | 京沪高铁公司董事长               |
| 12月29日、2013年1月5日 | 曾钰成                             | 香港立法会主席                   |

| 播出日期                                     | 姓名   | 采访时的职务                   |
| -------------------------------------------- | ------ | ------------------------------ |
| 1月12日、1月19日                             | 袁国强 | 香港律政司司长                 |
| 1月26日、2月2日                              | 陈保基 | 台湾农委会主委                 |
| 2月9日、2月16日                              | 谢谓君 | 不详                           |
| 2月23日、3月2日                              | 孙大川 | 台湾原住民委员会主委           |
| 3月9日、3月16日                              | 陈锡文 | 中国农村工作领导小组办公室主任 |
| 3月23日、3月30日                             | 胡定旭 | 香港医管局主席                 |
| 4月6日、4月13日                              | 曾德成 | 香港民政事务局局长             |
| 4月20日、4月27日                             | 赖清德 | 台南市市长                     |
| 5月4日、5月11日                              | 秦光荣 | 云南省委书记                   |
| 5月18日、5月25日                             | 陈敏尔 | 贵州省省长                     |
| 6月1日、6月8日                               | 邵琪伟 | 国家旅游局局长                 |
| 6月15日－6月29日                             | 万钢   | 中华人民共和国科技部部长       |
| 7月6日、7月13日                              | 吴志扬 | 台湾桃园县县长                 |
| 7月20日、7月27日                             | 励小捷 | 国家文物局局长                 |
| 8月4日、8月10日                              | 谢长廷 | 台湾维新基金会董事长           |
| 8月17日、8月24日（重播：10月12日、10月19日） | 郝柏村 | 无                             |
| 8月31日、9月7日                              | 娄勤俭 | 陕西省省长                     |
| 9月14日、9月21日                             | 蒋伟宁 | 中华民国教育部部长             |
| 9月28日、10月5日                             | 张建国 | 外国专家局局长                 |
| 10月26日、11月2日                            | 谭耀宗 | 香港民建联主席                 |
| 11月9日、11月16日                            | 张新枫 | 上合组织地区反恐机构执委会主任 |
| 11月23日、11月16日                           | 李立国 | 中华人民共和国民政部部长       |
| 12月7日、12月14日                            | 郑耀棠 | 香港工会联合会荣誉会长         |
| 12月21日、12月28日                           | 史美伦 | 香港金发局主席                 |

| 播出日期                 | 姓名     | 采访时的职务             |
| ------------------------ | -------- | ------------------------ |
| 1月4日、1月11日          | 罗豪才   | 中国人权研究会会长       |
| 1月18日、1月25日、3月1日 | 星云大师 | 无                       |
| 2月1日、2月8日           | 蔡武     | 中华人民共和国文化部部长 |
| 2月15日、2月22日         | 杨秋兴   | 台湾行政院政务委员       |
| 3月8日、3月15日          | 陈刚     | 中共贵阳市委书记         |
| 3月22日、3月29日         | 王荣     | 中共深圳市委书记         |
| 4月5日、4月12日          | 肖杰     | 中共三沙市委书记         |
| 4月19日、4月26日         | 朱民     | IMF副总裁                |
| 5月3日、5月10日          | 管中闵   | 台湾国发会主委           |
| 5月17日、5月24日         | 强卫     | 中共江西省委书记         |
| 5月31日、6月7日          | 周本顺   | 中共河北省委书记         |
| 6月14日、6月21日         | 叶匡时   | 中华民国交通部部长       |
| 6月28日、7月5日          | 洪秀柱   | 中华民国立法院副院长     |